# Grande Prêmio da Alemanha de 1957
Resultados do Grande Prêmio da Alemanha de Fórmula 1 realizado em Nürburgring em 4 de agosto de 1957. Sexta e antepenúltima etapa da temporada, nele o argentino Juan Manuel Fangio conquistou a 24º e última vitória de sua carreira num resultado que assegurou-lhe o título de pentacampeão mundial.

## Classificação da prova
| Pos.                                                                             | Nº | Piloto                  | Construtor    | Voltas | Tempo/Diferença  | Grid | Pontos |
| -------------------------------------------------------------------------------- | -- | ----------------------- | ------------- | ------ | ---------------- | ---- | ------ |
| 1                                                                                | 1  | Juan Manuel Fangio      | Maserati      | 22     | 3:30:38.3        | 1    | 9      |
| 2                                                                                | 8  | Mike Hawthorn           | Ferrari       | 22     | + 3.6            | 2    | 6      |
| 3                                                                                | 7  | Peter Collins           | Ferrari       | 22     | + 35.6           | 4    | 4      |
| 4                                                                                | 6  | Luigi Musso             | Ferrari       | 22     | + 3:37.6         | 8    | 3      |
| 5                                                                                | 10 | Stirling Moss           | Vanwall       | 22     | + 4:37.2         | 7    | 2      |
| 6                                                                                | 2  | Jean Behra              | Maserati      | 22     | + 4:38.5         | 3    |        |
| 7                                                                                | 3  | Harry Schell            | Maserati      | 22     | + 6:47.5         | 6    |        |
| 8                                                                                | 16 | Masten Gregory          | Maserati      | 21     | + 1 volta        | 10   |        |
| 9                                                                                | 11 | Tony Brooks             | Vanwall       | 21     | + 1 volta        | 5    |        |
| 10                                                                               | 4  | Giorgio Scarlatti       | Maserati      | 21     | + 1 volta        | 13   |        |
| 11                                                                               | 15 | Bruce Halford           | Maserati      | 21     | + 1 volta        | 16   |        |
| 12                                                                               | 21 | Edgar Barth             | Porsche       | 21     | + 1 volta        | 12   |        |
| 13                                                                               | 28 | Brian Naylor            | Cooper-Climax | 20     | + 2 voltas       | 17   |        |
| 14                                                                               | 27 | Carel Godin de Beaufort | Porsche       | 20     | + 2 voltas       | 20   |        |
| 15                                                                               | 25 | Tony Marsh              | Cooper-Climax | 17     | + 5 voltas       | 22   |        |
| Ret                                                                              | 17 | Hans Herrmann           | Maserati      | 14     | Chassis          | 11   |        |
| Ret                                                                              | 20 | Umberto Maglioli        | Porsche       | 13     | Motor            | 15   |        |
| Ret                                                                              | 23 | Roy Salvadori           | Cooper-Climax | 11     | Suspensão        | 14   |        |
| Ret                                                                              | 18 | Paco Godia              | Maserati      | 11     | Falha na direção | 21   |        |
| Ret                                                                              | 12 | Stuart Lewis-Evans      | Vanwall       | 10     | Câmbio           | 9    |        |
| Ret                                                                              | 24 | Jack Brabham            | Cooper-Climax | 6      | Transmissão      | 18   |        |
| Ret                                                                              | 26 | Paul England            | Cooper-Climax | 4      | Distribuidor     | 23   |        |
| Ret                                                                              | 29 | Dick Gibson             | Cooper-Climax | 3      | Falha na direção | 24   |        |
| Ret                                                                              | 19 | Horace Gould            | Maserati      | 1      | Eixo             | 19   |        |
| Os carros de Fórmula 2 que participaram da prova são destacados em fundo amarelo |    |                         |               |        |                  |      |        |
| Fonte:                                                                           |    |                         |               |        |                  |      |        |